# 名和広 (作家)
名和 広（なわ ひろし、1974年4月6日 - ）は、日本のノンフィクション作家、著述家。
俳優の名和宏とは別人である。

## 人物
神奈川県出身。
20代前半から10年余り、土木作業員、飲食業、セールスマン、興信所所員、芸能マネージャー、イラストレーター、幾多の職業を転々とした後、文筆業へと進む。
寡作ではあるものの、これまで上梓した著作は新聞、雑誌等で複数回取り上げられ、主題に対するマニアックな解説や論述には定評がある。
絶版漫画や絶版玩具の蒐集家でもあり、そのコレクションはテレビ番組やイベント展示等でも貸し出されている。

## 著書
- 赤塚不二夫大先生を読む「本気ふざけ」的解釈   Book1（社会評論社、2011年、ISBN  978-4784519040）
- 赤塚不二夫というメディア  破戒と諧謔のギャグゲリラ伝説「本気ふざけ」的解釈  Book2（社会評論社、2014年、ISBN  978-4784519118）
- 伏見直樹のジゴロ聖訓  監修・根本敬（発行：東京キララ社、出版：三一書房、2012年、ISBN  978-4380129018）
- 映画『ビー・バップ・ハイスクール』血風録   高校与太郎大讃歌（辰巳出版、2019年、ISBN  978-4777821396）
- ザ・カーナビーツ物語 カーナビー・ビート・サウンドにしびれて♪ 監修・越川ヒロシ（デザインエッグ、2021年、ISBN 978-4815025977)
- 天才・赤塚不二夫とその時代 文化遺産としての赤塚マンガ論 (デザインエッグ社、2022年、ISBN 978-4815030995) 『赤塚不二夫大先生を読む』と『赤塚不二夫というメディア』に大幅な加筆修正を加えたもの。

## 共著/寄稿
- 藤子不二雄Aファンはここにいる〈Book1〉座談会編    編著・稲垣高広（社会評論社、2009年、ISBN  978-4784509386）
- 映画  おやじ男優Z 池島ゆたか監督作品  パンフレット解説文   （月の石、2015年）
- 不良マンガ大解剖〈日本の名作マンガアーカイブシリーズ  サンエイムック〉（三栄書房、2017年、ISBN  978-4779632037）
- 映画  龍帝外伝《第一章》DIRTY HAWK 市原剛監督作品   市原剛との共同脚本 (2020年12月公開）
- 萩原健一と沢田研二、その世紀 〜涙のあとに微笑みを〜　著・秋山大輔 (デザインエッグ社、2023年、ISBN  978-4815038663)

## メディア出演
- FMやまと    カルーア啓子のお笑い!  ヤマトナデシコ    2014年9月15日、9月22日     ゲスト
- レインボータウンFM   原めぐみのenjoyトーク   2021年3月4日    ゲスト（越川ヒロシとともに）
- ラジオ日本   タブレット純   音楽黄金時代    2021年4月24日    ゲスト（越川ヒロシとともに）
- かわさきFM   内海利勝  LOVE&PEACE  同じ空の下から   2021年4月7日、6月16日     ゲスト（越川ヒロシとともに）
- フジテレビONE    野性爆弾のヴィンテージ王国    昭和の名作映画ビーバップハイスクールの聖地巡り    2022年4月27日     ゲスト（佐田正樹、RaMuとともに）

## 配信
- ショットガンフィルム・イベント「ビーバップ忘年会2022」   2022年12月17日に東京「シネマボカン」で開催された映画監督、山本俊輔主催によるトークショーで、聞き手を務める。ゲスト（森一馬、長谷川悟、小椋正）